# Batalla de Fornelos
La batalla de Fornelos fue un enfrentamiento librado el 29 de marzo de 968 en las cercanías del río Louro, entre los vikingos noruegos del caudillo Gunderedo y las tropas reunidas por el obispo de Iria Flavia Sisnando Menéndez. Los saqueadores nórdicos asaltaban las costas gallegas desde hacía décadas, y con la intención de buscar nuevamente botín desembarcaron en las Rías Bajas. 
Según el Cronicón Iriense, los invasores entraron por la ría de Arosa con más de un centenar de embarcaciones. El obispo Menéndez organizó un ejército con el que defender el territorio, logrando cercar a los invasores, pero no pudo hacer nada contra ellos una vez iniciado el choque. El obispo fue muerto por un flechazo y su hueste desbandada, dejando vía libre para que los vikingos continuaran sus incursiones.

## Fornelos
Varias fuentes hacen referencia al Fornelos de la parroquia de Rarís, en el Concello de Teo.